# Riksväg 1, Finland

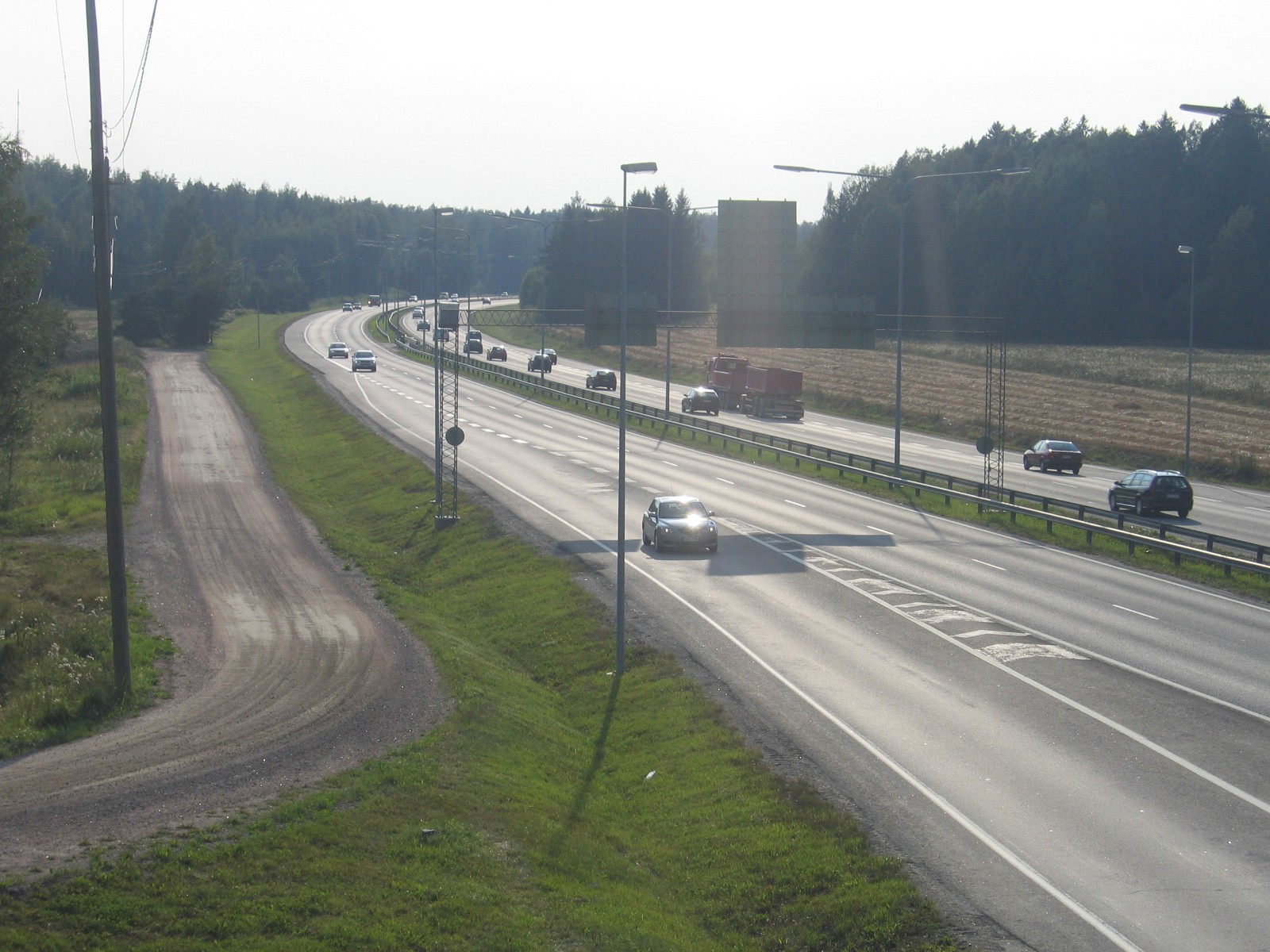
Åboleden, Riksväg 1, vid Smedsby i Esbo

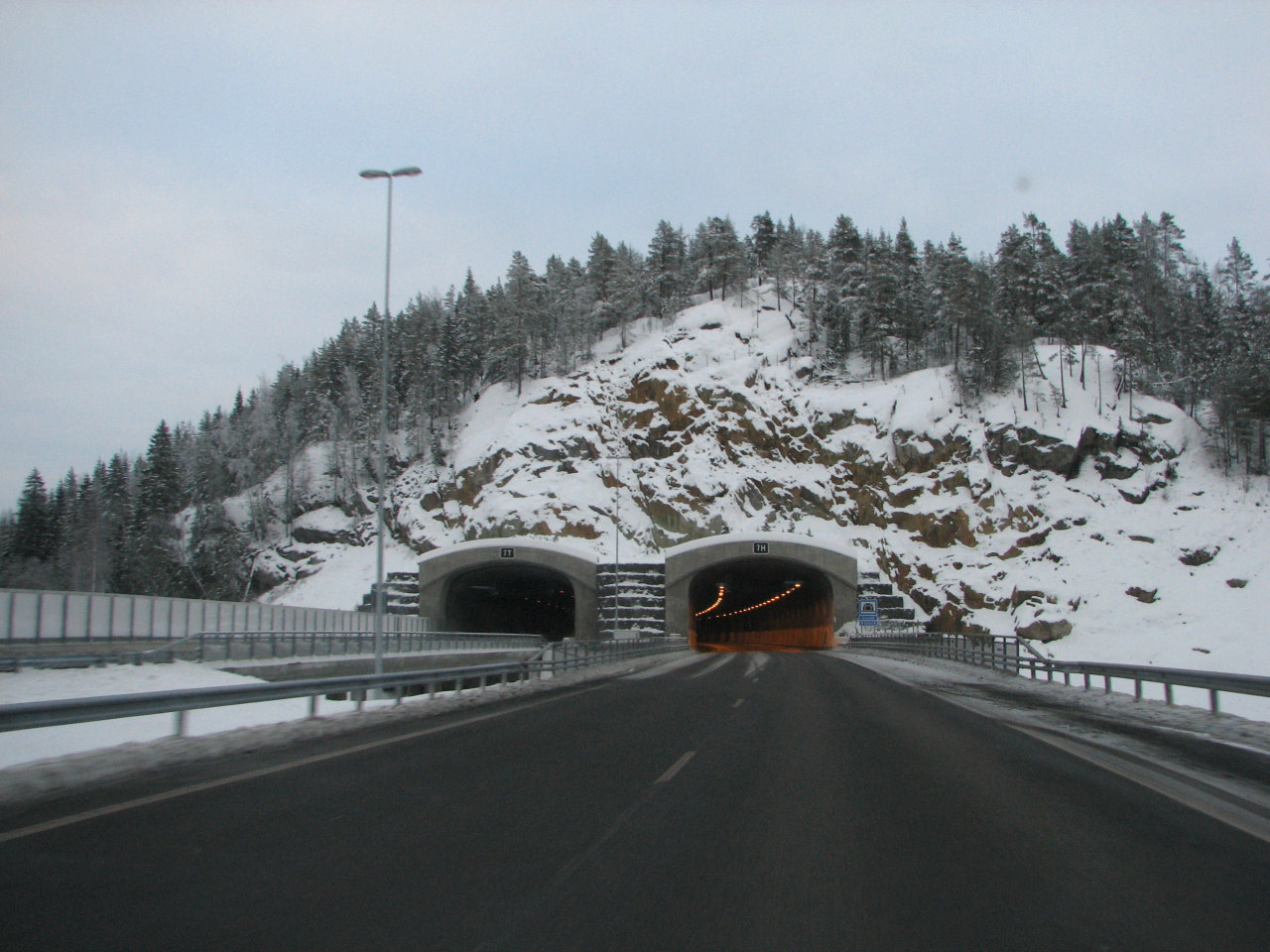
Orosmäki tunnel i Lojo.

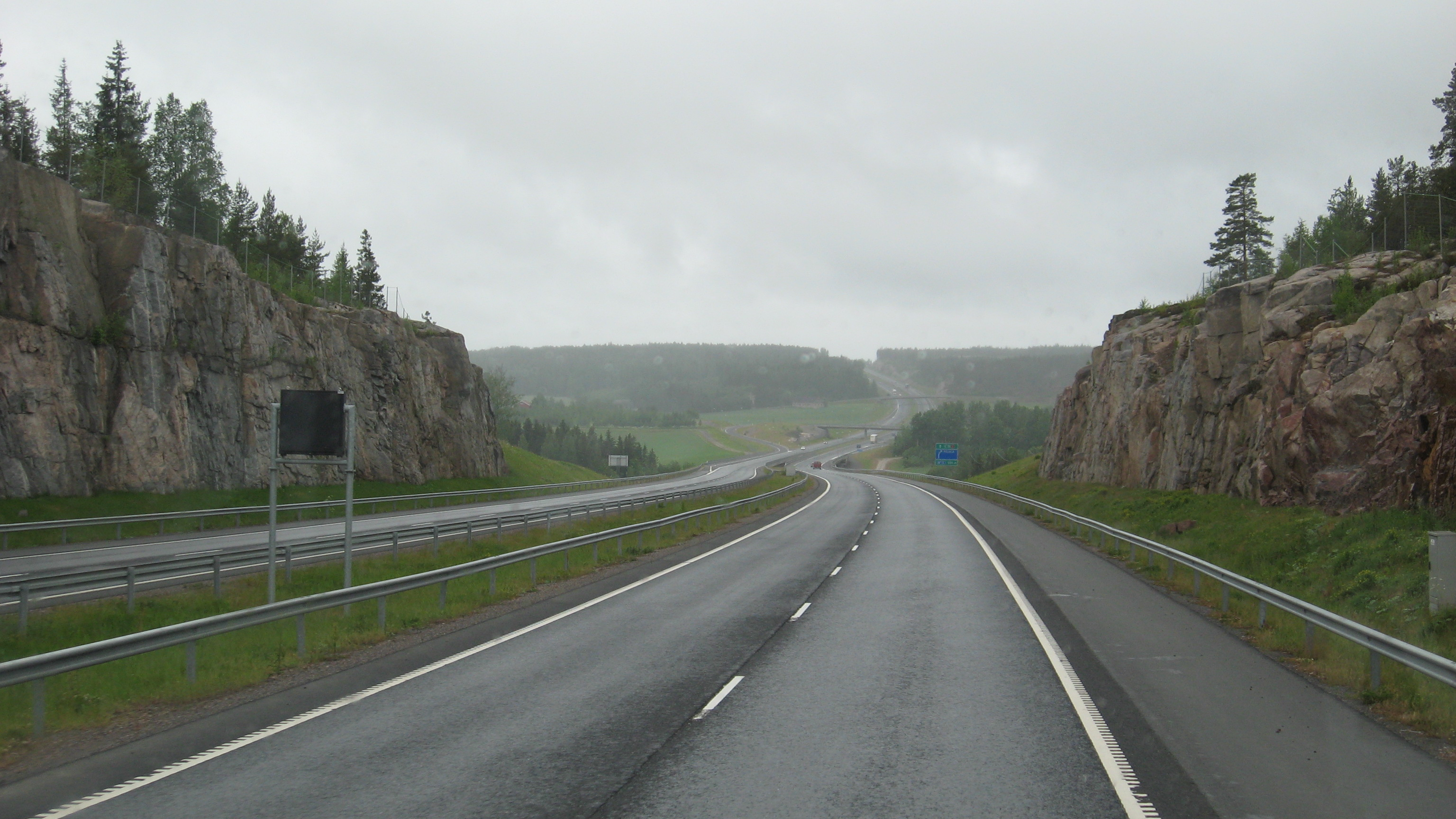
Riksväg 1 i Halikko, Salo.

Riksväg 1 är en av Finlands huvudvägar. Vägen sammankopplar Helsingfors med Åbo och ingår i Europaväg 18. Hela sträckan Helsingfors–Åbo är utbyggd till motorväg. Sträckan mellan Munksnäs och Ring III är Finlands äldsta motorväg, öppnad år 1962. 
Motorvägssträckornas byggnadsår:
- 1956–1962 Munksnäs–Gumböle
- 1967–1971 Gumböle–Nummenkylä (Lojo)
- 1990–1997 Åbo–Pemar
- 1997–2003 Pemar–Muurla
- 2004–2009 Muurla–Lojo

Där vägen byggts ut till motorväg har den äldre sträckningen blivit Regionalväg 110.

## Avfarter
|  | Nr                                            | Trafikplats                       | Korsande väg          | Skyltning                                |
|  | --------------------------------------------- | --------------------------------- | --------------------- | ---------------------------------------- |
|  | 1                                             | Aningais bro                      | 9                     | Tammerfors, Åbo hamn                     |
|  | 2                                             | Kuppis planskilda anslutning      | 10                    | Tavastehus                               |
|  | E 181 Motorväg Åbo–Lojo                       |                                   |                       |                                          |
|  | 3                                             | Jaani planskilda anslutning       |                       |                                          |
|  | 4                                             | Haukola planskilda anslutning     |                       |                                          |
|  | 5                                             | Kurkela planskilda anslutning     | 2221                  |                                          |
|  | 6                                             | Vantsi planskilda anslutning      | 180'2200'             | S:t Karins, Pargas, Nagu, Korpo, Littois |
|  | 7                                             | Raadelma planskilda anslutning    | 2270                  |                                          |
|  | 8                                             | Kirismäki planskilda anslutning   | E 1840 Åbo omfartsväg | Nådendal, Björneborg                     |
|  | 9                                             | Tammisilta planskilda anslutning  | 2340                  |                                          |
|  | 10                                            | Valkoja planskilda anslutning     | 181                   | Pemar                                    |
|  | 11                                            | Vista planskilda anslutning       | 2352                  |                                          |
|  | 12                                            | Hajala planskilda anslutning      |                       |                                          |
|  | 13                                            | Halikko planskilda anslutning     | 224                   | Halikko                                  |
|  |                                               | Isokylä tunnel                    | längd cirka 450 m     | färdigställd år 2003                     |
|  | 15                                            | Isokylä planskilda anslutning     | 52                    | Salo, Ekenäs, Somero                     |
|  | 16                                            | Muurla planskilda anslutning      | 1861                  | Muurla, S:t Bertils                      |
|  |                                               | Hepomäki tunnel                   | längd 250 m           | färdigställd år 2008                     |
|  |                                               | Lakiamäki tunnel                  | längd 480 m           | färdigställd år 2008                     |
|  | 17                                            | Kruusila planskilda anslutning    | 1022                  | Kruusila                                 |
|  | 18                                            | Suomusjärvi planskilda anslutning | 2410                  | Suomusjärvi, Kisko, Kiikala              |
|  | 19                                            | Lahnajärvi planskilda anslutning  |                       | Lahnajärvi                               |
|  | 20                                            | Sammatti planskilda anslutning    | 104                   |                                          |
|  | 21                                            | Nummi planskilda anslutning       | 1072                  |                                          |
|  |                                               | Tervakorpi tunnel                 | längd 575 m           | färdigställd år 2009                     |
|  |                                               | Pitkämäki tunnel                  | längd 620 m           | färdigställd år 2009                     |
|  |                                               | Orosmäki tunnel                   | längd 645 m           | färdigställd år 2009                     |
|  |                                               | Karnais tunnel                    | längd 2230 m          | färdigställd år 2009                     |
|  |                                               | Lehmihaka tunnel                  | längd 265 m           | färdigställd år 2009                     |
|  | 22                                            | Karnainens planskilda anslutning  |                       |                                          |
|  | E 18125 Motorväg gemensam med riksväg 25      |                                   |                       |                                          |
|  | 23                                            | Lempola planskilda anslutning     | 25                    | Lojo, Hangö                              |
|  | 24                                            | Muijala planskilda anslutning     | 25                    | Hyvinge                                  |
|  | E 181 Motorväg Lojoåsen–Ring III              |                                   |                       |                                          |
|  | 25                                            | Hevoskallio planskilda anslutning | 110                   | Åbo                                      |
|  | 26                                            | Palojärvi planskilda anslutning   | 2 Björneborgsvägen    | Björneborg                               |
|  | 27                                            |                                   | 1131 Veikkolavägen    | Veikkola, Lappböle                       |
|  | 28                                            | Histaknuten                       | 110 Nupurbölevägen    | Nupurböle                                |
|  | 29                                            | Esboknuten                        | E 1850 Ring III       | Ring III                                 |
|  | 1 Åboleden fortsätter mot Helsingfors centrum |                                   |                       |                                          |
|  | 40                                            | Stenkyrkoknuten (endast österut)  | Esbovägen             | Esbo centrum                             |
|  | 41                                            | Domsbyknuten (endast österut)     | Domsbyvägen           | Domsby                                   |
|  | 42                                            | Smedsknuten                       | 102 Ring II           | Ring II                                  |
|  | 43                                            | Knektbro                          | 114 Knektbro          | Grankulla, Kilo, Mankans                 |
|  | 44                                            | Torvknuten                        | Torvbanevägen         | Grankulla, Kilo, Mankans                 |
|  | 45                                            | Alknuten                          | 101 Ring I            | Ring I                                   |
|  | 46                                            | Vermoknuten (endast österut)      | Tarvaspäävägen        | Vermo                                    |
|  |                                               |                                   | Hoplaksvägen          | Centrum, Böle, Sockenbacka               |